# Compsibidion nigroterminatum
Compsibidion nigroterminatum là một loài bọ cánh cứng trong họ Cerambycidae.